# عضو الميناء
عضو الميناء، المعروف أيضًا باسم العضو السني، هو تجمع خلوي يظهر في السن النامية ويقع فوق الحليمة السنية. عضو الميناء هو المسؤول عن تكوين الميناء، والبدء في تكوين العاج، وإنشاء شكل تاج السن، وإنشاء تقاطع العاج.
يتكون عضو الميناء من أربع طبقات؛ طبقة الميناء الداخلية، ظهارة الميناء الخارجية، الطبقة المتوسطة، والشبكة النجمية.
الحليمة السنية، وهي الطبقة الخارجية المتباينة العميقة لعضو الميناء، سوف تنتج العاج ولب الأسنان. النسيج المنتظم الخارجي المحيط، جريب الأسنان، هو الملاط البدئي، الرباط اللثوي والعظم السنخي تحت جذر السن. الموقع الذي تلتحم فيه ظهارة الميناء الداخلية وظهارة الميناء الخارجية هو جذر عنق الرحم، وهو مهم في تكاثر جذر الأسنان.

## تطور الأسنان
يبدأ نمو الأسنان في الأسبوع 6 في الرحم، في ظهارة الفم. تنقسم العملية إلى ثلاث مراحل:
1. الخطوة الابتدائية
2. التكوين المورفولوجي
3. التكوين النسيجي[3]

في نهاية الأسبوع السابع، تشكل التكاثر الموضعي للخلايا في الصفيحة السنية انتفاخات مستديرة وبيضاوية تعرف باسم براعم الأسنان، والتي سوف تتطور في النهاية إلى خلايا اللحمة المتوسطة وتحيط بعضو الميناء. يشكل كل تورم ظهاري وخلايا اللحمة المتوسطة المحيطة ببراعم الأسنان.
براعم الأسنان هي التركيب البدائي للأسنان. يتكون تكوينها من ثلاث مراحل متميزة: مرحلة البرعم، مرحلة القبعة، مرحلة الجرس.
تعتمد المراحل على درجة تطور عضو الميناء. تشكل ظهارة الفم ميناء الأسنان بينما تشكل الطبقة الخارجية من اللب وعاج السن. تكمن الطبقة الخارجية في عمق النسيج الطلائي للفم.

### مرحلة البرعم
هذه هي المرحلة الأولى من نمو الأسنان، والتي تحدث في الأسبوع 8. يحدث تكاثر الصفيحة السنية، مما يؤدي إلى تكوين براعم أسنان صغيرة تكون عبارة عن تكاثف كروي أو بيضاوي للخلايا الظهارية، والتي تُعرف الآن باسم عضو الميناء. يتكون عضو الميناء من خلايا عمودية منخفضة ذات موقع محيطي وخلايا متعددة الأضلاع مركزية. يُحاط عضو الميناء أيضًا بخلايا اللحمة المتوسطة المتكاثرة، مما يؤدي إلى تكاثف منطقتين متميزتين:
1. الحليمة السنية: تحت الميناء
2. كيس السن: تكاثف خارجى من المرنشيمى الخارجى للمنطقة المحيطة برعم السن وحليمة الأسنان.

لا تحدد كل من الحليمة السنية وكيس الأسنان هيكليًا في مرحلة البراعم، سوف يصبحان أكثر تحديدًا في المراحل اللاحقة (مراحل القبعة والجرس). يلعب التفاعل والإشارات بين عضو الميناء وخلايا اللحمة المتوسطة المحيطة دورًا مهمًا في المراحل اللاحقة من نمو الأسنان. يحتوي كل قوس أسنان على 10 براعم أسنان، وهو ما يمثل 20 سنًا أولية.

### المرحلة القبعية (مرحلة الغطاء)
تحدث المرحلة القبعية في الأسبوع 9-10. يؤدي التكاثر غير المتكافئ للخلايا خلال هذه المرحلة، التي تنتشر في أنسجة الرئة الخارجية، إلى تكوين عضو الميناء على شكل غطاء. يغزو نسيج المرنشة الخارجية أيضًا بشكل سطحي لتشكيل لب الأسنان البدائي. يحدث تمايز الخلايا في هذه المرحلة لتكوين طبقات نسيج مختلفة؛ ظهارة الميناء الخارجية، والطبقة المتوسطة، والشبكة النجمية، وظهارة الميناء الداخلية، والحليمة السنية، وجريب الأسنان. ظهارة الميناء الخارجية، وهي طبقة من الظهارة المكعبة البسيطة، لها دور وقائي أثناء نمو الأسنان. تجمع الشبكة النجمية، وهي الطبقة الأعمق لعضو الميناء، GAGs بين الخلايا. ستشكل طبقة الميناء الداخلية الميناء أثناء مرحلة الجرس.

### مرحلة الجرس المبكرة
هناك نمو غير متكافئ لعضو الميناء في هذه المرحلة، ويتعمق الغطاء الظهاري. يتخذ شكل غطاء العضو الميناء شكل الجرس مع تعمق السطح السفلي للغطاء. ترسم طيات ظهارة الميناء الداخلية (التي تتم بواسطة خلايا الحليمة المتنامية) الشكل الإطباقي لتاج السن. تُعرف العملية باسم التباين التشكيلي. لقد ثبت أن الضغط الذي تمارسه خلايا الحليمة السنية يتعارض بالتساوي مع الضغط من السائل في الشبكة النجمية (الموجودة في عضو الميناء).
يحدث ثني عضو الميناء بسبب اختلاف معدلات الانقسام والاختلاف في أوقات تمايز الخلايا، ما يتسبب في أشكال تاج مختلفة في كل سن.